# Campeonato Europeu de Beisebol de 1979
O Campeonato Europeu de Beisebol de 1979 foi a 16º edição do principal torneio entre seleções nacionais de beisebol da Europa. A campeã foi a Seleção Italiana de Beisebol, que conquistou seu 4º título na história da competição. O torneio foi sediado na Itália.

## Classificação
| Pos. | Equipe        |
| ---- | ------------- |
| 1    | Itália        |
| 2    | Países Baixos |
| 3    | Bélgica       |
| 4    | Suécia        |